# Tarentola boettgeri
Espèce
Synonymes
- Tarentola delalandii var. boettgeri Steindachner, 1891

Statut de conservation UICN

 LC  : Préoccupation mineure
Tarentola boettgeri est une espèce de geckos de la famille des Phyllodactylidae.

## Répartition
Cette espèce est endémique des îles Canaries. Elle se rencontre sur les îles de Grande Canarie et d'El Hierro.

## Liste des sous-espèces
Selon The Reptile Database (14 février 2013) :
- Tarentola boettgeri boettgeri Steindachner, 1891
- Tarentola boettgeri hierrensis Joger & Bischoff, 1983

## Étymologie
Cette espèce est nommée en l'honneur d'Oskar Boettger. La sous-espèce, composé de hierr et du suffixe latin -ensis, « qui vit dans, qui habite », lui a été donné en référence au lieu de sa découverte, l'île d'El Hierro.

## Publications originales
- Joger & Bischoff, 1983 : Zwei neue Taxa der Gattung Tarentola (Reptilia: Sauria: Gekkonidae) von den Kanarischen Inseln. Bonner Zoologische Beiträge, vol. 34, no 1-3, p. 459-468 (texte intégral).
- Steindachner, 1891 : Ueber die Reptilien und Batrachier der westlichen und oestlichen Gruppe der Kanarischen Inseln. Annalen des K.K. Naturhistorischen Hofmuseums, vol. 6, p. 287-306 (texte intégral).